# Кенија на Светском првенству у атлетици на отвореном 2011.
Кенија је учествовала на 13. Светском првенству у атлетици на отвореном 2011. одржаном у Тегу од 27. августа до 4. септембра тринаести пут, односно учествовала је на свим првенствима до данас. Репрезентацију Кеније представљало је 47 учесника (26 мушкараца и 21 жена) који су се такмичили у 16 дисциплина (9 мушких и 7 женских).,
На овом првенству Кенија је по броју освојених медаља заузела 2. место са 18 освојених медаља (7 златних, 8 сребрних и 3 бронзане).
У табели успешности према броју и пласману такмичара који су учествовали у финалним такмичењима (првих 8 такмичара) Кенија је са 26 учесника у финалу заузела 2. место са 181 бодом.
| Плас. | Земља  | 1. место | 2. место | 3. место | 4. место | 5. место | 6. место | 7. место | 8. место | Бр. финал. | Бод. |
| ----- | ------ | -------- | -------- | -------- | -------- | -------- | -------- | -------- | -------- | ---------- | ---- |
| 2.    | Кенија | 7        | 8        | 3        | 4        | 4        | 3        | 3        | 0        | 32         | 181  |

## Учесници
| Мушкарци: - Дејвид Рудиша — 800 м - Алфред Кирва Јего — 800 м - Џексон Кивува — 800 м - Асбел Кипроп — 1.500 м - Силас Киплагат — 1.500 м - Данијел Кипчирчир Комен — 1.500 м - Исаија Киплагат Коеч — 5.000 м - Томас Пкемеји Лонгосива — 5.000 м - Елиуд Кипчоге — 5.000 м - Мартин Матати — 10.000 м - Питер Черијот Кируи — 10.000 м - Пол Кипнгетич Тануи — 10.000 м - Абел Кируји — Маратон - Винсент Кипруто — Маратон - Дејвид Бармасаи Тумо — Маратон - Елиуд Киптануи — Маратон - Бенџамин Кипто — Маратон - Винсент Киплангат Косгеи — 400 м препоне, 4х400 м - Езекијел Кембој — 3.000 м препреке - Бримин Кипроп Кипруто — 3.000 м препреке - Ричард Мателонг — 3.000 м препреке - Абрахам Кипкиронг Чирчир — 3.000 м препреке - Винсент Мумо Килу — 4х400 м - Андерсон Мурета Мутеги — 4х400 м - Марк Мутаи — 4х400 м - Давид Кимутаи — 20 км ходање | Жене: - Џенет Џепкосгеји — 800 м - Чероно Коеч — 800 м - Јунис Џепкоеч Сум — 800 м - Хелен Онсандо Обири — 1.500 м - Виола Кибивот — 1.500 м - Ненси Лангат — 1.500 м - Вивијан Черијот — 5.000 м, 10.000 м - Силвија Џебивот Кибет — 5.000 м - Мерси Чероно — 5.000 м - Линет Масаји — 5.000 м, 10.000 м - Сали Кипјего — 10.000 м - Приска Чероно — 10.000 м - Една Киплагат — Маратон - Приска Џепто — Маратон - Шарон Чероп — Маратон - Ирена Јеротич Косгеј — Маратон - Каролин Ротич — Маратон - Милка Чемос Чејва — 3.000 м препреке - Мерси Ванџику — 3.000 м препреке - Лидија Ротич — 3.000 м препреке - Грејс Вањиру — 20 км ходање |  |

## Освајачи медаља (18)

### Злато (7)
| (М) - Дејвид Рудиша — 800 м - Асбел Кипроп — 1.500 м - Абел Кируји — Маратон - Езекијел Кембој — 3.000 м препреке | (Ж) - Вивијан Черијот — 5.000 м - Вивијан Черијот — 10.000 м - Една Киплагат — Маратон |

### Сребро (8)
| (М) - Силас Киплагат — 1.500 м - Винсент Кипруто — Маратон - Бримин Кипроп Кипруто — 3.000 м препреке | (Ж) - Џенет Џепкосгеји — 800 м - Силвија Џебивот Кибет — 5.000 м - Сали Кипјего — 10.000 м - Приска Џепто — Маратон - Милка Чемос Чејва — 3.000 м препреке |

### Бронза (3)
| (М) | (Ж) - Линет Масаји — 10.000 м - Шарон Чероп — Маратон - Мерси Ванџику — 3.000 м препреке |

## Светски прваци (7)
- Првак света у трци на 800 м. Дејвид Рудиша
- Првак света у трци на 1.500 м. Асбел Кипроп
- Првак света у маратону Абел Кируји (у средини)
- Првак света у трци на 3.000 м препреке Езекијел Кембои

- Првакиња света у тркама на 5.000 м и 10.000 м. Вивијан Черијот
- Првакиња света у маратону Една Киплагат

## Резултати

### Мушкарци
| Атлетичар                                                                    | Дисциплина       | Лични рекорд | Квалификације     | Квалификације     | Полуфинале | Полуфинале   | Финале               | Финале       | Детаљи |
| Атлетичар                                                                    | Дисциплина       | Лични рекорд | Резултат          | Место             | Резултат   | Место        | Резултат             | Место        | Детаљи |
| ---------------------------------------------------------------------------- | ---------------- | ------------ | ----------------- | ----------------- | ---------- | ------------ | -------------------- | ------------ | ------ |
| Дејвид Рудиша                                                                | 800 м            | 1:41,01 СР   | 1:46,29 КВ        | 1. у гр. 4        | 1:44,20 КВ | 1. у гр. 3   | 1:43,91              |              |        |
| Алфред Кирва Јего                                                            | 800 м            | 1:42,67      | 1:45,50 КВ        | 3. у гр. 3        | 1:44,82 кв | 4. у гр. 1   | 1:45,83              | 7 / 43 (44)  |        |
| Џексон Кивува                                                                | 800 м            | 1:43,72      | 1:46,57 КВ        | 2. у гр. 2        | 1:45,97    | 3. у гр. 2   | Није се квалификовао | 12 / 43 (44) |        |
| Асбел Кипроп                                                                 | 1.500 м          | 3:31,20      | 3:41,22 КВ        | 1. у гр. 2        | 3:36,75 КВ | 1. у гр. 3   | 3:35,69              |              |        |
| Силас Киплагат                                                               | 1.500 м          | 3:29,27      | 3:40,13 КВ        | 3. у гр. 3        | 3:46,75 КВ | 3. у гр. 1   | 3:35,92              |              |        |
| Данијел Кипчирчир Комен                                                      | 1.500 м          | 3:29,02      | 3:38,54 КВ        | 1. у гр. 1        | 3:37,58    | 9. у гр. 2   | Није се квалификовао | 9 / 37 (38)  |        |
| Исаија Киплагат Коеч                                                         | 5.000 м          | 12:53,29     | 13:34,54 КВ       | 4. у гр. 1        |            |              | 13:24,95             | 4 / 35 (41)  |        |
| Томас Лонгосива                                                              | 5.000 м          | 12:51,95     | 13:39,02 КВ       | 2. у гр. 1        | 13:26,73   | 6 / 35 (41)  |                      |              |        |
| Елиуд Кипчоге                                                                | 5.000 м          | 12:46,53     | 13:23,94 КВ       | 4. у гр. 2        | 13:27,27   | 7 / 35 (41)  |                      |              |        |
| Мартин Матати                                                                | 10.000 м         | 26:59,88     |                   |                   |            |              | 27:23,87             | 5 / 16 (20)  |        |
| Питер Черијот Кируи                                                          | 10.000 м         | 27:32,1h     | 27:25,63 ЛР       | 6 / 16 (20)       |            |              |                      |              |        |
| Пол Кипнегетич Тануи                                                         | 10.000 м         | 26:50,63     | 27:54,03          | 9 / 16 (20)       |            |              |                      |              |        |
| Абел Кируји                                                                  | Маратон          | 2:05:04      | 2:07:38 ЛРС       |                   |            |              |                      |              |        |
| Винсент Кипруто                                                              | Маратон          | 2:05:13      | 2:10:06           |                   |            |              |                      |              |        |
| Дејвид Бармасаи Тумо                                                         | Маратон          | 2:07:18      | 2:11:39           | 5 / 49 (67)       |            |              |                      |              |        |
| Елиуд Киптануи                                                               | Маратон          | 2:05:39      | 2:11:50           | 6 / 49 (67)       |            |              |                      |              |        |
| Бенџамин Кипто                                                               | Маратон          | 2:06:31      | Није завршио трку | Није завршио трку |            |              |                      |              |        |
| Езекијел Кембои                                                              | 3.000 м препреке | 7:55,76      | 8:10,93 КВ        | 1. у гр. 2        |            |              | 8:14,85              |              |        |
| Бримин Кипроп Кипруто                                                        | 3.000 м препреке | 7:53,64 НР   | 8:21,89 КВ        | 3. у гр. 3        | 8:16,05    |              |                      |              |        |
| Ричард Мателонг                                                              | 3.000 м препреке | 8:00,89      | 8:23,76           | 3. у гр. 1        | 8:19,31    | 7 / 34 (35)  |                      |              |        |
| Абрахам Кипкиронг Чирчир                                                     | 3.000 м препреке | 8:19,81      | 8:23,09 кв, ЛРС   | 5. у гр. 3        | 8:33,56    | 14 / 34 (35) |                      |              |        |
| Винсент Киплангат Косгеи Винсент Мумо Килу Андерсон Мурета Мутеги Марк Мутаи | 4 х 400 м        | 2:59,63 НР   | 3:00,97 КВ, НРС   | 3. у гр. 2        | 3:01,15    | 6 / 15 (16)  |                      |              |        |
| Давид Кимутаи                                                                | 20 км ходање     | 1:21:07 НР   |                   |                   |            |              | 1:27:20 ЛРС          | 28 / 32 (46) |        |

### Жене
| Атлетичарка           | Дисциплина       | Лични рекорд | Квалификације   | Квалификације | Полуфинале      | Полуфинале  | Финале                | Финале       | Детаљи |
| Атлетичарка           | Дисциплина       | Лични рекорд | Резултат        | Место         | Резултат        | Место       | Резултат              | Место        | Детаљи |
| --------------------- | ---------------- | ------------ | --------------- | ------------- | --------------- | ----------- | --------------------- | ------------ | ------ |
| Џенет Џепкосгеји      | 800 м            | 1:56,04      | 1:59,36 КВ      | 1. у гр. 3    | 1:58,50 КВ, ЛРС | 1. у гр. 2  | 1:57,42 ЛРС           |              |        |
| Јунис Џепкоеч Сум     | 800 м            | 1:59,66      | 2:01,37 КВ      | 4. у гр. 1    | 1:59,94         | 3. у гр. 1  | Нису се квалификовале | 13 / 32 (36) | ]      |
| Чероно Коеч           | 800 м            | 1:59,68      | 2:01,03 КВ, ЛРС | 2. у гр. 4    | 2:01,48         | 5. у гр. 3  | Нису се квалификовале | 17 / 32 (36) | ]      |
| Хелен Онсандо Обири   | 1.500 м          | 4:08,56      | 4:07,59 КВ, ЛР  | 4. у гр. 3    | 4:08,93 КВ      | 1. у гр. 1  | 4:20,23               | 10 / 28 (35) |        |
| Виола Кибивот         | 1.500 м          | 4:02,10      | 4:10,74 КВ      | 3. у гр. 2    | 4:08,64         | 7. у гр. 2  | Нису се квалификовале | 9 / 28 (35)  |        |
| Ненси Лангат          | 1.500 м          | 4:00,13      | 4:14,37 КВ      | 4. у гр. 2    | 4:12,92         | 8. у гр. 2  | Нису се квалификовале | 24 / 28 (35) |        |
| Вивијан Черијот       | 5.000 м          | 14:20,87 НР  | 15:34,80 КВ     | 5. у гр. 2    |                 |             | 14:55,36              |              |        |
| Силвија Џебивот Кибет | 5.000 м          | 14:31,91     | 15:20,08 КВ     | 3. у гр. 1    | 14:56,21        |             |                       |              |        |
| Мерси Чероно          | 5.000 м          | 14:35,13     | 15:20,01 КВ     | 2. у гр. 1    | 15:00,23        | 5 / 20 (23) |                       |              |        |
| Линет Масаји          | 5.000 м          | 14:31,14     | 15:33,99 КВ     | 3. у гр. 2    | 15:01,01        | 6 / 20 (23) |                       |              |        |
| Вивијан Черијот       | 10.000 м         | 31:07,02     |                 |               |                 |             | 30:48,98 ЛР           |              |        |
| Сали Кипјего          | 10.000 м         | 30:38,35     | 30:50,04        |               |                 |             |                       |              |        |
| Линет Масаји          | 10.000 м         | 30:26,50     | 30:53,59 ЛРС    |               |                 |             |                       |              |        |
| Приска Чероно         | 10.000 м         | 31:16,65     | 30:56,43 ЛР     | 4 / 17 (19)   |                 |             |                       |              |        |
| Една Киплагат         | Маратон          | 2:20:46      | 2:28:43         |               |                 |             |                       |              |        |
| Приска Џепто          | Маратон          | 2:22:55      | 2:29:00         |               |                 |             |                       |              |        |
| Шарон Чероп           | Маратон          | 2:22:43      | 2:29:14 ЛРС     |               |                 |             |                       |              |        |
| Ирена Јеротич Косгеј  | Маратон          | 2:28:57      | 2:31:29 ЛРС     | 13 / 44 (55)  |                 |             |                       |              |        |
| Каролин Ротич         | Маратон          | 2:29:46      | 2:37:07 ЛРС     | 28 / 44 (55)  |                 |             |                       |              |        |
| Милка Чемос Чејва     | 3.000 м препреке | 9:08,57      | 9:35,61 КВ      | 2. у гр. 2    |                 |             | 9:17,16               |              |        |
| Мерси Ванџику         | 3.000 м препреке | 9:16,94      | 9:24,95 КВ      | 2. у гр. 1    | 9:17,88         |             |                       |              |        |
| Лидија Ротич          | 3.000 м препреке | 9:18,03      | 9:36,70 КВ      | 2. у гр. 2    | 9:25,74         | 4 / 26 (33) |                       |              |        |
| Grace Wanjiru         | 20 км ходање     | 1:27:17      |                 |               |                 |             | 1:32:49               | 35 / 37 (50) |        |